# Bertel Gripenberg
Bertel Johan Sebastian Gripenberg (San Pietroburgo, 19 settembre 1878 – Sävsjö, 6 maggio 1947) è stato un poeta finlandese.

## Biografia
Poeta e barone finlandese di lingua svedese, di tendenze nazionaliste e antidemocratiche, sostenne nell'opera Sotto le bandiere (1918) la guerra contro i Russi, mentre ne L'ultimo giro (1941) guarda alla guerra di continuazione come ad una fonte di lutto e dolore. I suoi versi si caratterizzarono per un gusto estetico e decadente, che rammenta il D'Annunzio.